# Rive droite / Rive gauche
Ne doit pas être confondu avec Rive droite, rive gauche.

Rive droite / Rive gauche (RDRG) est une émission télévisée d'informations culturelles.

## Historique
Créée en 1997 par Paris Première et produite par Estelle Ghouzi, l'émission était diffusée quotidiennement sur Paris Première par le câble et le satellite.
En 2002, Thierry Ardisson demande à produire et présenter cette émission, en la reformatant. Patrice Carmouze est désigné comme rédacteur en chef jusqu'en 2003, il est alors remplacé  par Vladimir Donn. Thierry Ardisson arrête l'émission à l'été 2003 pour produire et présenter 93, faubourg Saint-Honoré.

## Principe de l'émission
Rive droite / Rive gauche fut le premier magazine culturel quotidien à la télévision française.
L'émission, composée de chroniques, débats et interviews, était animée par divers spécialistes en leur domaine : Élisabeth Quin pour le cinéma, Philippe Tesson pour le théâtre, Frédéric Beigbeder pour la littérature, François Simon pour la gastronomie, Laurent Thessier pour la musique, Hector Obalk pour les arts plastiques, Vladimir Donn pour la publicité, Arnaud Viviant, Jacques Nerson, Éric Neuhoff, Fabrice Bousteau, etc.
Chaque numéro de l'émission coutait 18 500 euros.